# Bay of Scousburgh
Bay of Scousburgh är en vik i Storbritannien.   Den ligger i kommunen Shetlandsöarna och riksdelen Skottland, i den norra delen av landet, 900 km norr om huvudstaden London. Bay of Scousburgh ligger vid sjön Loch of Spiggie.